# Plutarc (cràter)

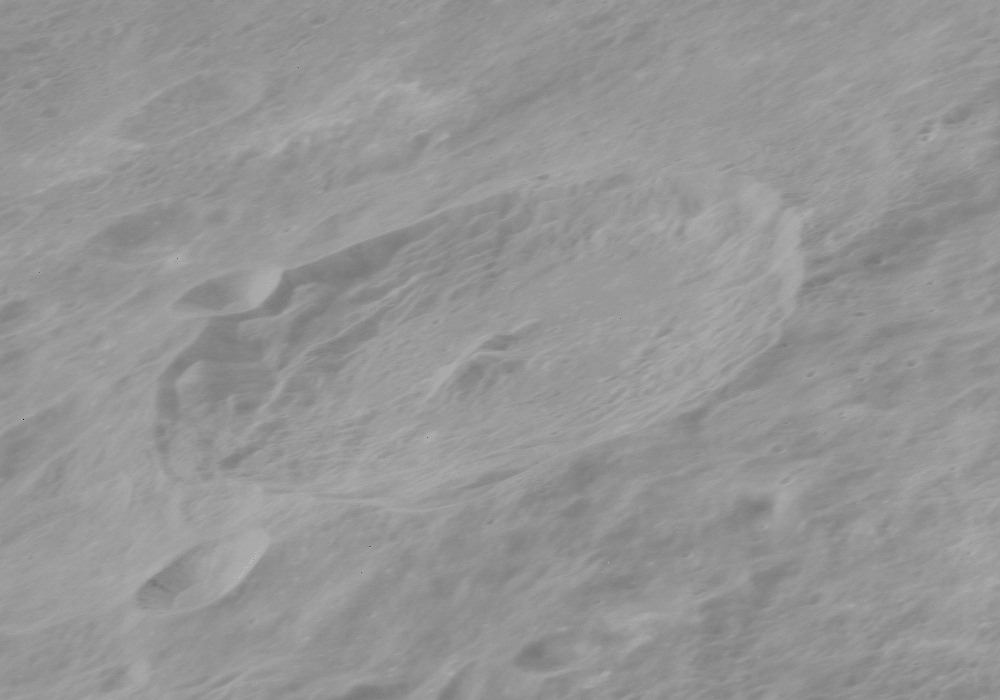
Fotografia de la missió Apol·lo 16

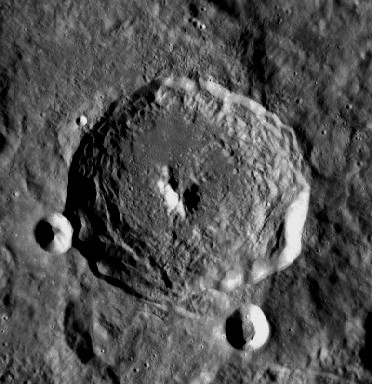
Fotografia de la missió Lunar Reconnaissance Orbiter

Plutarc (Plutarchus en llatí) és un cràter d'impacte que es troba prop del terminador nord-nord-est de la Lluna, just al sud del cràter de forma irregular Sèneca. Al sud-est es troba el cràter inundat de lava Cannon. La proximitat d'aquest cràter al limbe fa que aparegui aplatat quan es veu des de la Terra, però en realitat és una formació circular.

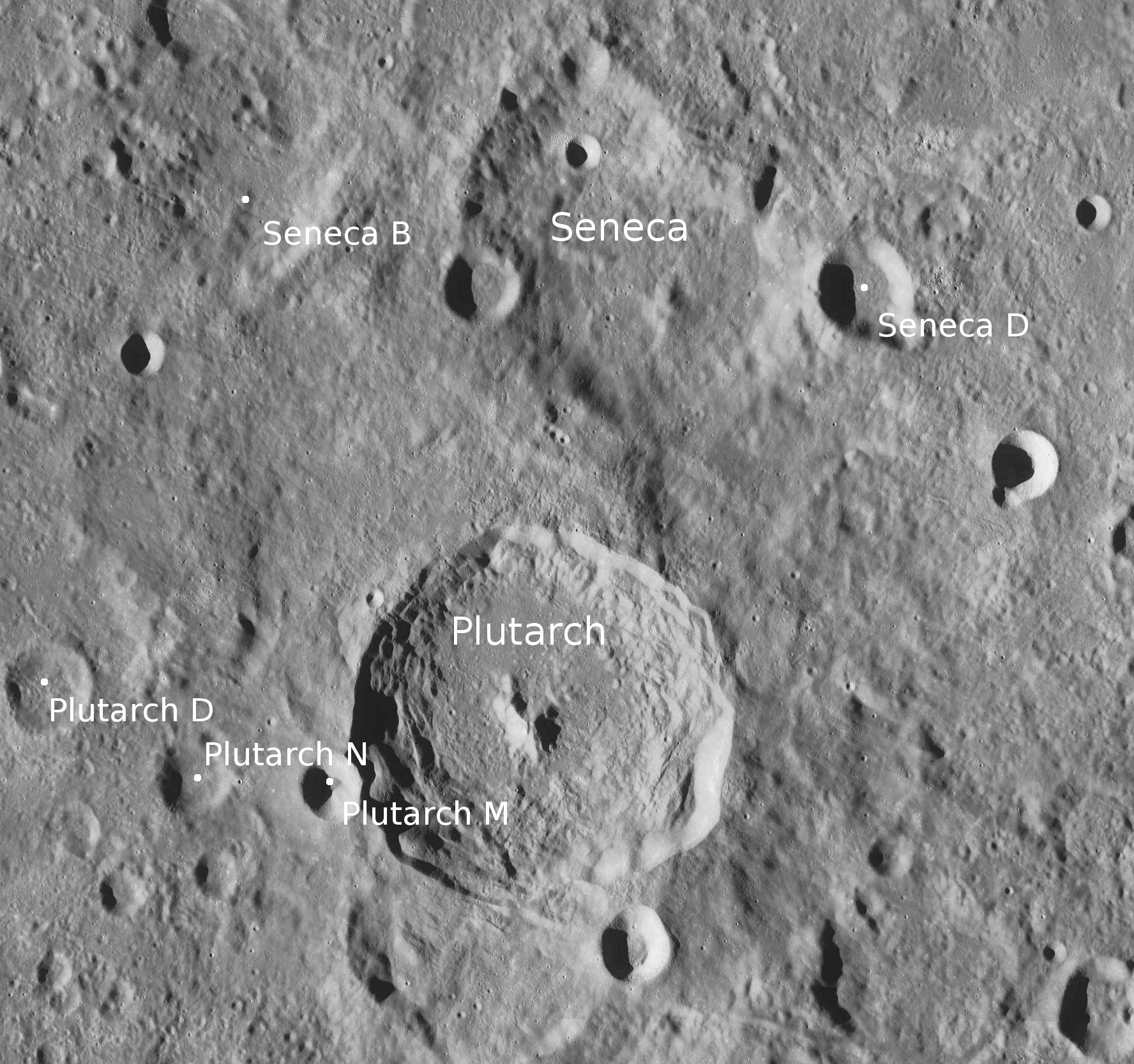
Entorn de Plutarc. Fotografia de la missió Lunar Reconnaissance Orbiter

Aquest cràter té el perfil del brocal ben definit, només lleugerament erosionat. Un petit cràter penetra lleugerament en el bord sud-oest, i un altre petit cràter es troba prop del sector sud-sud-est de la vora. La paret interior és inusualment ampla en la meitat sud del cràter, amb la secció més estreta en el bord nord. El desplom dels materials del brocal ha format perfils terraplenats en els costats interns. El cràter posseeix un pic central notable, situat prop del punt central del sòl interior.

## Cràters satèl·lit
Per convenció aquests elements són identificats en els mapes lunars posant la lletra en el costat del punt central del cràter que està més prop de Plutarc.
|         | \| Plutarc \| Coordenades \| Diàmetre \| \| ------- \| ------------------------------------ \| -------- \| \| C \| 23° 06′ N, 71° 00′ E / 23.1°N,71.0°E \| 11 km \| \| D \| 24° 18′ N, 75° 42′ E / 24.3°N,75.7°E \| 15 km \| \| F \| 23° 30′ N, 73° 30′ E / 23.5°N,73.5°E \| 12 km \| \| G \| 23° 00′ N, 75° 12′ E / 23.0°N,75.2°E \| 11 km \| \| H \| 24° 24′ N, 72° 42′ E / 24.4°N,72.7°E \| 11 km \| \| K \| 25° 06′ N, 72° 48′ E / 25.1°N,72.8°E \| 11 km \| \| L \| 25° 48′ N, 71° 36′ E / 25.8°N,71.6°E \| 8 km \| \| M \| 23° 48′ N, 77° 36′ E / 23.8°N,77.6°E \| 11 km \| \| N \| 23° 48′ N, 77° 06′ E / 23.8°N,77.1°E \| 12 km \| |          |
| Plutarc | Coordenades | Diàmetre |
| C       | 23° 06′ N, 71° 00′ E / 23.1°N,71.0°E | 11 km    |
| D       | 24° 18′ N, 75° 42′ E / 24.3°N,75.7°E | 15 km    |
| F       | 23° 30′ N, 73° 30′ E / 23.5°N,73.5°E | 12 km    |
| G       | 23° 00′ N, 75° 12′ E / 23.0°N,75.2°E | 11 km    |
| H       | 24° 24′ N, 72° 42′ E / 24.4°N,72.7°E | 11 km    |
| K       | 25° 06′ N, 72° 48′ E / 25.1°N,72.8°E | 11 km    |
| L       | 25° 48′ N, 71° 36′ E / 25.8°N,71.6°E | 8 km     |
| M       | 23° 48′ N, 77° 36′ E / 23.8°N,77.6°E | 11 km    |
| N       | 23° 48′ N, 77° 06′ E / 23.8°N,77.1°E | 12 km    |